# Відкритоміхурні риби
Відкритоміхурні риби (лат. Physostomi) — кісткові риби, що мають відкритий плавальний міхур з повітряним каналом (лат. ductus pneumaticus), що відкриваються в кишку і цим протиставляються закритоміхурним рибам.
Відкритоміхурні риби належать до таких рядів, як жабоподібні риби, присоскопероподібні, вудильникоподібні, колючкоподібні.